# Regierung Howard III
Die Regierung Howard III regierte Australien vom 26. November 2001 bis zum 26. Oktober 2004. Es handelte sich um eine Koalitionsregierung der Parteien Liberal Party (LIB) und National Party (NPA).
John Howard war seit dem 11. März 1996 Premierminister einer Koalition von Liberal Party und National Party. Bei der Parlamentswahl am 10. November 2001 gelangen der regierenden Koalition leichte Zugewinne. Im Repräsentantenhaus gewann die Liberal Party 4 Mandate dazu und stellte 68 Abgeordnete, die National Party verlor 3 Sitze und erhielt 13 Mandate. Mit 81 von 150 Sitzen verfügte die Koalition über eine absolute Mehrheit. Im Senat verloren die Liberalen 2 Sitze, die National Party gewann 2 Sitze. Mit 34 der 76 Senatoren, fehlte der Regierung eine Mehrheit im Senat. Die Regierungskoalition wurde auch in der nächsten Legislaturperiode fortgeführt. Die Parlamentswahl am 9. Oktober 2004 brachte Zugewinne der Regierungskoalition. Im Repräsentantenhaus kamen die Liberalen auf 74 Sitze, die National Party verlor einen Sitz und errang auf 12 der 150 Sitze. Im Senat stellten die Liberalen 33 und die National Party 5 der 76 Senatoren. Die Koalition unter Howard blieb an der Regierung.

## Ministerliste
| Kabinett                                                                                   | Kabinett         | Kabinett | Kabinett                              | Kabinett |
| Amt                                                                                        | Minister         | Partei   | Amtszeit                              | Bild     |
| ------------------------------------------------------------------------------------------ | ---------------- | -------- | ------------------------------------- | -------- |
| Premierminister                                                                            | John Howard      | LIB      | 26. November 2001 – 26. Oktober 2004  |          |
| stellvertretender Premierminister                                                          | John Anderson    | NPA      | 26. November 2001 – 26. Oktober 2004  |          |
| Minister für Verkehr und Regionen                                                          | John Anderson    | NPA      | 26. November 2001 – 26. Oktober 2004  |          |
| Schatzminister                                                                             | Peter Costello   | LIB      | 26. November 2001 – 26. Oktober 2004  |          |
| Handelsminister                                                                            | Mark Vaile       | NPA      | 26. November 2001 – 26. Oktober 2004  |          |
| Außenminister                                                                              | Alexander Downer | LIB      | 26. November 2001 – 26. Oktober 2004  |          |
| Verteidigungsminister                                                                      | Robert Hill      | LIB      | 26. November 2001 – 26. Oktober 2004  |          |
| Minister/in für Kommunikation, Informationstechnologie und Kultur                          | Richard Alston   | LIB      | 26. November 2001 – 7. Oktober 2003   |          |
| Minister/in für Kommunikation, Informationstechnologie und Kultur                          | Daryl Williams   | LIB      | 7. Oktober 2003 – 18. Juli 2004       |          |
| Minister/in für Kommunikation, Informationstechnologie und Kultur                          | Helen Coonan     | LIB      | 18. Juli 2004 – 26. Oktober 2004      |          |
| Minister für Arbeit und Beziehungen am Arbeitsplatz                                        | Tony Abbott      | LIB      | 26. November 2001 – 7. Oktober 2003   |          |
| Minister für Arbeit und Beziehungen am Arbeitsplatz                                        | Kevin Andrews    | LIB      | 7. Oktober 2003 – 26. Oktober 2004    |          |
| Minister/in für Einwanderung, multikulturelle Angelegenheiten und Ureinwohner              | Philip Ruddock   | LIB      | 26. November 2001 – 7. Oktober 2003   |          |
| Minister/in für Einwanderung, multikulturelle Angelegenheiten und Ureinwohner              | Amanda Vanstone  | LIB      | 7. Oktober 2003 – 26. Oktober 2004    |          |
| Minister für Umwelt und Kulturerbe                                                         | David Kemp       | LIB      | 26. November 2001 – 18. Juli 2004     |          |
| Minister für Umwelt und Kulturerbe                                                         | Ian Campbell     | LIB      | 18. Juli 2004 – 26. Oktober 2004      |          |
| Vizepräsident des Executive Council                                                        | David Kemp       | LIB      | 26. November 2001 – 18. Juli 2004     |          |
| Vizepräsident des Executive Council                                                        | Nick Minchin     | LIB      | 18. Juli 2004 – 26. Oktober 2004      |          |
| Generalstaatsanwalt                                                                        | Daryl Williams   | LIB      | 26. November 2001 – 7. Oktober 2003   |          |
| Generalstaatsanwalt                                                                        | Philip Ruddock   | LIB      | 7. Oktober 2003 – 26. Oktober 2004    |          |
| Minister für Finanzen und Verwaltung                                                       | Nick Minchin     | LIB      | 26. November 2001 – 26. Oktober 2004  |          |
| Minister für Landwirtschaft, Fischerei und Forsten                                         | Warren Truss     | NPA      | 26. November 2001 – 26. Oktober 2004  |          |
| Ministerin für Familien und Community Services                                             | Amanda Vanstone  | LIB      | 26. November 2001 – 7. Oktober 2003   |          |
| Ministerin für Familien und Community Services                                             | Kay Patterson    | LIB      | 7. Oktober 2003 – 26. Oktober 2004    |          |
| Minister für Bildung, Wissenschaft und Ausbildung                                          | Brendan Nelson   | LIB      | 26. November 2001 – 26. Oktober 2004  |          |
| Minister/in für Gesundheit und Senioren                                                    | Kay Patterson    | LIB      | 26. November 2001 – 7. Oktober 2003   |          |
| Minister/in für Gesundheit und Senioren                                                    | Tony Abbott      | LIB      | 7. Oktober 2003 – 26. Oktober 2004    |          |
| Minister für Industrie, Tourismus und Rohstoffe                                            | Ian Macfarlane   | LIB      | 26. November 2001 – 26. Oktober 2004  |          |
|                                                                                            |                  |          |                                       |          |
| Juniorminister                                                                             |                  |          |                                       |          |
| Minister für Regionen, Territorien und kommunale Regierung                                 | Wilson Tuckey    | LIB      | 25. Januar 2002 – 7. Oktober 2003     |          |
| Minister für kommunale Regierung, Territorien und Straßen                                  | Ian Campbell     | LIB      | 7. Oktober 2003 – 18. Juli 2004       |          |
| Minister für kommunale Regierung, Territorien und Straßen                                  | Jim Lloyd        | LIB      | 18. Juli 2004 – 26. Oktober 2004      |          |
| Minister/in für Staatseinkünfte und Assistant Minister im Schatzministerium                | Helen Coonan     | LIB      | 26. November 2001 – 18. Juli 2004     |          |
| Minister/in für Staatseinkünfte und Assistant Minister im Schatzministerium                | Mal Brough       | LIB      | 18. Juli 2004 – 26. Oktober 2004      |          |
| Ministerin für Veteranen                                                                   | Danna Vale       | LIB      | 26. November 2001 – 26. Oktober 2004  |          |
| Minister für Kultur und Sport                                                              | Rod Kemp         | LIB      | 26. November 2001 – 26. Oktober 2004  |          |
| Minister/in für Arbeitsvermittlung                                                         | Mal Brough       | LIB      | 26. November 2001 – 18. Juli 2004     |          |
| Minister/in für Arbeitsvermittlung                                                         | Fran Bailey      | LIB      | 18. Juli 2004 – 26. Oktober 2004      |          |
| Minister für Staatsbürgerschaft und multikulturelle Angelegenheiten                        | Gary Hardgrave   | LIB      | 26. November 2001 – 26. Oktober 2004  |          |
| Minister für Justiz und Zölle                                                              | Chris Ellison    | LIB      | 26. November 2001 – 26. Oktober 2004  |          |
| Special Minister of State                                                                  | Eric Abetz       | LIB      | 26. November 2001 – 26. Oktober 2004  |          |
| Minister für Forsten und Naturschutz                                                       | Ian Macdonald    | LIB      | 26. November 2001 – 14. November 2002 |          |
| Minister für Fischerei, Forsten und Naturschutz                                            | Ian Macdonald    | LIB      | 14. November 2002 – 26. Oktober 2004  |          |
| Minister für Kinder und Jugend                                                             | Larry Anthony    | NPA      | 26. November 2001 – 26. Oktober 2004  |          |
| Wissenschaftsminister                                                                      | Peter McGauran   | NPA      | 26. November 2001 – 26. Oktober 2004  |          |
| Minister/in für Senioren                                                                   | Kevin Andrews    | LIB      | 26. November 2001 – 7. Oktober 2003   |          |
| Minister/in für Senioren                                                                   | Julie Bishop     | LIB      | 7. Oktober 2003 – 26. Oktober 2004    |          |
| Minister für Kleinunternehmen und Tourismus                                                | Joe Hockey       | LIB      | 26. November 2001 – 26. Oktober 2004  |          |
|                                                                                            |                  |          |                                       |          |
| Assistant Minister und parlamentarische Staatssekretäre                                    |                  |          |                                       |          |
| Assistant Minister beim Premierminister                                                    | Gary Hardgrave   | LIB      | 7. Oktober 2003 – 26. Oktober 2004    |          |
| Assistant Minister für den Öffentlichen Dienst beim Premierminister                        | Tony Abbott      | LIB      | 26. November 2001 – 7. Oktober 2003   |          |
| Assistant Minister für den Öffentlichen Dienst beim Premierminister                        | Kevin Andrews    | LIB      | 7. Oktober 2003 – 26. Oktober 2004    |          |
| Assistant Minister für Versöhnung beim Premierminister                                     | Philip Ruddock   | LIB      | 26. November 2001 – 7. Oktober 2003   |          |
| Assistant Minister für Versöhnung beim Premierminister                                     | Amanda Vanstone  | LIB      | 7. Oktober 2003 – 26. Oktober 2004    |          |
| Assistant Minister für die Stellung der Frauen beim Premierminister                        | Amanda Vanstone  | LIB      | 26. November 2001 – 7. Oktober 2003   |          |
| Assistant Minister für die Stellung der Frauen beim Premierminister                        | Kay Patterson    | LIB      | 7. Oktober 2003 – 26. Oktober 2004    |          |
| Assistant Minister im Verteidigungsministerium                                             | Danna Vale       | LIB      | 26. November 2001 – 7. Oktober 2003   |          |
| Assistant Minister im Verteidigungsministerium                                             | Mal Brough       | LIB      | 7. Oktober 2003 – 18. Juli 2004       |          |
| Assistant Minister im Verteidigungsministerium                                             | Fran Bailey      | LIB      | 18. Juli 2004 – 26. Oktober 2004      |          |
| Parlamentarische Staatssekretärin beim Premierminister                                     | Jackie Kelly     | LIB      | 26. November 2001 – 26. Oktober 2004  |          |
| Parlamentarische Staatssekretärin im Kabinett                                              | Bill Heffernan   | LIB      | 26. November 2001 – 19. März 2002     |          |
| Parlamentarische/r Staatssekretär/in im Ministerium für Verkehr und Regionen               | Ron Boswell      | NPA      | 26. November 2001 – 7. Oktober 2003   |          |
| Parlamentarische/r Staatssekretär/in im Ministerium für Verkehr und Regionen               | De-Anne Kelly    | NPA      | 7. Oktober 2003 – 26. Oktober 2004    |          |
| Parlamentarischer Staatssekretär im Schatzministerium                                      | Ian Campbell     | LIB      | 26. November 2001 – 7. Oktober 2003   |          |
| Parlamentarischer Staatssekretär im Schatzministerium                                      | Ross Cameron     | LIB      | 7. Oktober 2003 – 26. Oktober 2004    |          |
| Parlamentarische Staatssekretärin im Handelsministerium                                    | De-Anne Kelly    | NPA      | 7. Oktober 2003 – 26. Oktober 2004    |          |
| Parlamentarische/r Staatssekretär/in im Außenministerium                                   | Chris Gallus     | LIB      | 26. November 2001 – 7. Oktober 2003   |          |
| Parlamentarische/r Staatssekretär/in im Außenministerium                                   | Bruce Billson    | LIB      | 7. Oktober 2003 – 26. Oktober 2004    |          |
| Parlamentarische Staatssekretärin im Verteidigungsministerium                              | Fran Bailey      | LIB      | 26. November 2001 – 18. Juli 2004     |          |
| Parlamentarische Staatssekretärin im Verteidigungsministerium                              | Teresa Gambaro   | LIB      | 18. Juli 2004 – 26. Oktober 2004      |          |
| Parlamentarische Staatssekretärin im Ministerium für Umwelt und Kulturerbe                 | Sharman Stone    | LIB      | 26. November 2001 – 26. Oktober 2004  |          |
| Parlamentarischer Staatssekretär im Ministerium für Finanzen und Verwaltung                | Peter Slipper    | LIB      | 26. November 2001 – 26. Oktober 2004  |          |
| Parlamentarische Staatssekretärin im Ministerium für Landwirtschaft, Fischerei und Forsten | Judith Troeth    | LIB      | 26. November 2001 – 26. Oktober 2004  |          |
| Parlamentarischer Staatssekretär im Ministerium für Familie und Community Services         | Ross Cameron     | LIB      | 26. November 2001 – 7. Oktober 2003   |          |
| Parlamentarischer Staatssekretär im Ministerium für Familie und Community Services         | Christopher Pyne | LIB      | 7. Oktober 2003 – 26. Oktober 2004    |          |
| Parlamentarische Staatssekretärin im Ministerium für Gesundheit und Senioren               | Trish Worth      | LIB      | 26. November 2001 – 26. Oktober 2004  |          |
| Parlamentarischer Staatssekretär im Ministerium für Industrie, Tourismus und Rohstoffe     | Warren Entsch    | LIB      | 26. November 2001 – 26. Oktober 2004  |          |